# Atletismo nos Jogos Pan-Americanos de 1979 - 50 km marcha atlética masculina
A prova dos 50 km da marcha atlética masculina nos Jogos Pan-Americanos de 1979 foi realizada em San Juan, Porto Rico.

## Medalhistas
| Ouro                     | Prata                      | Bronze                           |
| Raul Gonzales MEX México | Martín Bermúdez MEX México | Marco Evoniuk USA Estados Unidos |

## Resultados
| Posição           | Nome             | Nacionalidade                | Tempo   | Notas |
| ----------------- | ---------------- | ---------------------------- | ------- | ----- |
| Medalha de ouro   | Raul Gonzales    | MEX México                   | 4:05:17 |       |
| Medalha de prata  | Martín Bermúdez  | MEX México                   | 4:11:13 |       |
| Medalha de bronze | Marco Evoniuk    | USA Estados Unidos           | 4:24:23 |       |
| 4                 | Ernesto Alfaro   | COL Colômbia                 | 4:39:36 |       |
| 5                 | Vince O'Sullivan | USA Estados Unidos           | 4:44:20 |       |
| 6                 | Ismael Soto      | PUR Porto Rico               | 4:51:04 |       |
| 7                 | Henry Klein      | ISV Ilhas Virgens Americanas | 5:17:01 |       |